# Fuego
Paul Ciprian Surugiu (n. 23 august 1976, Turda, Cluj, România), cunoscut sub numele de scenă Fuego, este un cântăreț, actor, compozitor, moderator și realizator de televiziune, om de radio și editorialist român.
A lansat 38 de albume de studio. A primit opt discuri de aur și două de platină pentru vânzări. A colaborat cu mai mulți compozitori și textieri și a compus peste 150 de cântece. Repertoriul său este alcătuit din peste 650 de piese din diverse zone artistice.

## Copilărie și studii
S-a născut la 23 august 1976, la Turda, județul Cluj.
A participat la mai multe etape ale concursului de muzică „Cântarea României”. În anii 1990, și-a lansat la Turda primele melodii și materiale discografice alături de compozitorul și orchestratorul Alexandru Malschi.
A absolvit Școala Populară de Artă din Cluj-Napoca, urmând lecții de chitară în anii gimnaziali. În liceu a participat la numeroase festivaluri. În 1992 a început lecții de canto cu compozitorul George Grigoriu.
Ulterior, a devenit student la Facultatea de Actorie de la București. Printre profesorii săi se numără actrița Margareta Pogonat, balerina Malu Iosif, actorii Constantin Codrescu și Vlad Rădescu, pianista Viorica Rădoi, criticul Ileana Berlogea, muzicianul Marius Țeicu, pedagogul de teatru Adriana Piteșteanu ș.a.

## Carieră muzicală

### Primii ani
Debutul oficial pe scenă a avut loc în 1993, la Festivalul Național de Muzică Ușoară de la Mamaia, la care a participat cu două piese noi compuse de George Grigoriu. În același an, tot la Mamaia, a făcut parte și din recitalul conceput de Grigoriu.
Tot în 1993, a participat la prima ediție a Festivalului Aurelian Andreescu din București, unde a câștigat premiul al doilea. În anul 1994, a participat la concursul „Trei din zece pentru un show” al Televiziunii Române, câștigând trofeul cu melodia „Ești visul meu cel bun”, compusă de compozitorul Petre Gălușanu și textierul și omul de televiziune Ovidiu Dumitru.
În perioada facultății, a lansat la Turda și în zona Clujului două albume pop-rock și un album de colinde și cântece de Crăciun.
În anul 1997, a avut o apariție la Antena 1, la emisiunea „Rondul de noapte” prezentată de Adrian Păunescu, în care a interpretat piesa „Eminescu”, compusă de Ion Aldea-Teodorovici.

### Ca Fuego
În anul 1999 a semnat cu prima casă de discuri particulară din România și și-a luat numele de scenă Fuego. Artistul interpreta muzică latino și a lansat atunci piesa „Toată lumea dansează”, care a evoluat bine în clasamente.
În 2003-2018 a fost angajat al Teatrului „Alexandru Davila” din Pitești, secția Estradă, unde a realizat concerte și spectacole.
Începând din 2006, Fuego a organizat mai multe concerte în România și Republica Moldova. În 2012, a devenit Artist al Poporului în Republica Moldova, titlu onorific conferit de către președintele Nicolae Timofti. În Moldova, a colaborat mult cu poetul Grigore Vieru.
A cântat în duet cu Elena Moșuc, Mirabela Dauer, Stela Enache, Lidia Buble, Lora, Marina Florea, Mioara Velicu ș.a. Cel mai de succes duet al său este cu Irina Loghin, conceput în 2004; cei doi au lansat două albume, care au câștigat un disc de aur și unul de platină pentru vânzări .
Din 2019, Paul Surugiu este directorul onorific al publicației „Taifasuri”, în care publică editoriale săptămânale.
În radiofonie Surugiu s-a implicat pentru prima dată în tinerețe, la Turda, la radiourile locale. În mai 2020, acesta a dat start proiectului „Gramofon” de la Național FM. În această emisiune, Fuego are invitați permanenți cărora le ia interviuri.

## Televiziune
În anii 2000, Surugiu a participat la o emisiune de folclor de la Etno TV, iar ulterior a avut mai multe producții, muzicale sau talk show, la Neptun TV și TVRM. Din 2008 moderează show-ul „Familia Favorit” la canalul muzical Favorit TV.
Contribuie la show-ul de divertisment „Drag de România mea!” de la TVR 2, care a debutat în 2018. Proiectul a fost nominalizat la categoria „Cea mai bună emisiune de divertisment” din România, la Premiile „TV Mania” 2020. De asemenea, emisiunea a câștigat premiul revistei „Literatura și Arta” pentru cea mai calitativă emisiune, dar și premii pentru promovarea valorilor românești din partea „Radar de media” și a revistei „Actualitatea muzicală” a Uniunii Compozitorilor și Muzicologilor din România

## Alte activități
În 2015, Surugiu a fondat proiectul „Art by Fuego”, în cadrul căruia pictează, iar ulterior își comercializează picturile și din fondurile obținute practică filantropia. A realizat 15 expoziții naționale în București, Iași, Bacău, Bârlad, Alexandria, Constanța, Brașov, Bucovina.

### Interviuri
- Adevarul.ro
- Okmagazine.ro
- Gandul.ro
- Ciao.ro
- Formula As
- Fanatik.ro
- Libertatea.ro
- Viva.ro
- Cancan.ro
- Ciao